# Wentshukumishiteu
Wentshukumishiteu či Uentshukumishiteu je v mytologii Innů vodní duch chránící mláďata, především vydří, před lovci. Innuové věří, že tato bytost se může volně pohybovat ve vodě a dokáže rozlomit i ten nejtlustší led. Dokáže také chodit pod zemí a skrze skály.

## Mýtus
Podle některých Innů je za jeden z jeho domovů pokládána Manitutshu („Hora duchů“), kopec u vodopádů Muskrat Falls na řece Churchill v kanadském Labradoru.

### Ústní tradice
| „ | Jeden Innu viděl dvě mladé vydry. Jedna byla bílá a tu chtěl zabít. Tiše se k ní přiblížil, zatímco jeho přítel zůstal vzadu. Když se lovec chystal střílet, jeho přítel zaslechl ve vodě něco jako vrčení psa. Lovec na vydru vystřelil a zabil ji. Pak se ve vodě začala tvořit vlna a lovec se rozběhl ke svému příteli. Pak uviděli, jak se země třese a pohybuje stejně jako voda. Tvor pronásledoval lovce, který zabil vydru, a když ho dohonil, v zemi se otevřela díra a on do ní spadl. Jeho přítel ho slyšel křičet. Innuové říkají, že to byl Wentshukumishiteu, velmi nebezpečný tvor. | “ |
| — Od Etiena Riche. Sheshatshiu. Podzim 1994. Tento příběh vyprávěli dva Innuové z Natashquanu, kteří cestovali do rezervace Sheshatshiu. | |   |

| „                                                | Můj strýc Tshetshishepateu (Edward Rich) vyprávěl, že viděl zlého tvora (manituš) Uentshukumishiteua poblíž hory zvané Manitutshu. Innuové říkají, že zlý tvor Uentshukumishiteu je schopen cestovat kdekoli po vodě i pod vodou a dokáže prorazit led. Může také cestovat pod zemí a skrz skály. Můj otec o manituši Uentshukumishiteuovi vyprávěl. V noci slyšeli z dálky praskání ledu. Tábořili poblíž Mekentsheu-shipiss (řeka Mackenzie). Říkal, že led měl tvar kruhu, jako by ho něco prolomilo, přestože byl led velmi silný. Co mohlo led takto prolomit, když ne zlý tvor jménem Uentshukumishiteu? | “ |
| — Od Grega Penashueho. Sheshatshiu. Podzim 1994. | |   |